# 雨澤祐貴
雨澤 祐貴（あめざわ ゆうき、1月21日 - ）は、日本の男性声優、歌手。群馬県出身。フリー。

## 略歴
立教大学法学部法学科卒業。アミューズメントメディア総合学院声優タレント学科卒業後、プロダクション・エース預かりとなる。
プロダクション・エースを退所し、2019年4月1日付けでフリーとなる。

## 人物
特技は歌、ドラム、ボイスパーカッション、カホン。趣味はボードゲーム、音楽ゲーム、麻雀、カクテル作り、料理。資格は日本漢字能力検定2級を持っている。
テレビドラマ『猫侍』の主題歌「我が道よ」は、永江理奈、落合福嗣、幡野智宏との4人によるグループ「NOAH」名義で歌っている。

## 出演

### テレビアニメ
2015年
- ISUCA
- 空戦魔導士候補生の教官（男子B、男子A、オペレーター2、ウェイター、アナウンス）
- 対魔導学園35試験小隊（石田）

2016年
- ハルチカ〜ハルタとチカは青春する〜（男子生徒A）
- 12歳。〜ちっちゃなムネのトキメキ〜（男子生徒、お客、吉村、隣のクラスの男子） - 2シリーズ
- とんかつDJアゲ太郎（平積タカシ）
- 魔装学園H×H（男子生徒、整備員）
- 私がモテてどうすんだ（男子）

2017年
- 喧嘩番長 乙女 -Girl Beats Boys-（ヤンキー2、坂浦第三ヤンキー、綾野辺の手下、獅子吼ヤンキーB）
- 終末なにしてますか? 忙しいですか? 救ってもらっていいですか?（滅殺奉史騎士団ボス、船員E、船員B）
- はじめてのギャル（男子生徒B）
- プリプリちぃちゃん!!（生徒）

2018年
- 銀魂.（ハタ皇子〈少年時代〉）
- お前はまだグンマを知らない（クラスメイドB、古頃康貴）

2019年
- 明治東亰恋伽（警察(2)）

### OVA
- 空戦魔導士候補生の教官（2016年、レイヴンネスト隊A）※空戦魔導士候補生の教官9巻 Blu-ray付限定版
- はじめてのギャル（2017年、落研部員B） - コミックス第5巻BD付き限定版

### Webアニメ
- 渡したい!!渡せない!!（2013年、釣り人&一樹、ギャラリー）

### ゲーム
2014年
- イクストナ戦記（カイル）
- 幻影のエクリプス（ユロノ）

2015年
- 神話創世RPG アマデウス（ホルス、ヘルメス、クトゥルフ）

2016年
- アニュビスの仮面（ギャモン博士）
- エラキス〜永遠の塔と騎士の物語〜（ライズ）
- HOMEFRONT the Revolution

2017年
- アサシン クリード オリジンズ（エジディオ）
- 陰陽おとぎソール（玉手箱、ジルドレ、平清盛、アルセーヌ・ルパン）
- モニャイの仮面（ゲームボイス）
- ロードオブダイス（ライズ）

2018年
- ソードアート・オンライン フェイタル・バレット（アファシス〈美少年〉）
- るるたるイデア（ウツギ、バド、ダウザー）

2019年
- AFKアリーナ（サベージホーン）

2020年
- ART CODE SUMMONER（フィリッポ・リッピ）

2022年
- ワールドフリッパー（ウィルフレッド）

2024年
- ガーディアンテイルズ（コーンウェル、ワールド17NPC、他）

### ドラマCD
- 鬼の陰陽師（2024年、一夜） - クラウドファンディング返礼品[13]

### 吹き替え

#### 映画（吹き替え）
- 小さな恋のメロディ（ダッズ〈マリオット・クレイグ〉）※Blu-ray版
- あなたとのキスまでの距離（ポール）
- こころに剣士を（ダッズ）
- 赤毛のアン[14]
- マリオネット 私が殺された日（キム・ドンジン〈イ・ハクジュ〉[15]）

#### ドラマ
- NCIS: ニューオーリンズ

### 映画
- 桜ノ雨

### ナレーション
- できる日本語 中級（教材ナレーション）
- できる日本語 初中級（教材ナレーション）
- できる日本語 初級（教材ナレーション）
- 日本語能力試験N2スーパー模試（教材ナレーション）
- だいにぐるーぷ「幼馴染と2072日かけてチャンネル登録者100万人達成してみた」
- WorldMuseum 宇宙展（音声ガイド）

### ボイスオーバー
- ありえへん∞世界（テレビ東京）
- 海外行くならこーでね〜と!（テレビ東京）

### デジタルコミック
- BLスキップ
  - 初恋☆チェリーロード おとなのハッピーエンド編（2022年、星野碧唯/AOI）
  - 初恋☆チェリーロード（2021年、星野碧唯/AOI）

- ジャンプチャンネル
  - ヨド・ヴィーナス（2022年、男子生徒）
  - 失恋ビギニング（2022年、取り巻き）
  - 殺人鬼玲凪（2022年、学校一のイケメン）
  - 夜雨白露は殺せない（2022年、マフィア）
  - 私と薬師様の旅（2022年、病樹）
  - ヒガンノヒ（2022年、屋台の店主）
  - 幸せな怪物（2022年、プルウペンドラゴン）
- 野いちご・ベリーズカフェチャンネル
  - 同居中の幼なじみは愛したくて、もどかしい（2022年、柴崎煌羽）
- ゼロサム20周年記念youtubeチャンネル
  - ボクラノキセキ（2022年、皆見晴澄）

## ディスコグラフィ

### 歌手参加作品
| 発売日         | 商品名                             | 歌   | 楽曲         | 備考                       |
| -------------- | ---------------------------------- | ---- | ------------ | -------------------------- |
| 2013年10月30日 | TVドラマ「猫侍」主題歌「我が道よ」 | NOAH | 「我が道よ」 | テレビドラマ『猫侍』主題歌 |